# Reinhard Suhren
Reinhard "Teddy" Suhren (16 d'abril de 1916 - 25 d'agost de 1984) va ser un comandant d'U-boot alemany durant la Segona Guerra Mundial i germà petit del i receptor de la Creu de Cavaller de la Creu de Ferro Korvettenkapitän (Ing.) Gerd Suhren.

## Segona Guerra Mundial
Va començar la seva carrera a l'arma submarina al març de 1938 amb l'entrenament habitual, passant un any com a primer Oficial Vigia al U-48, a on guanyà la Creu de Cavaller. L'abril del 1941 va ser nomenat comandant de l'U-564, i a l'agost enfonsà la corbeta britànica HMS Zinnia.
A l'octubre de 1942 abandonà el submarí i esdevingué instructor. Posteriorment serví a la 27. Unterseebootsflottille amb el Korvettenkapitän Erich Topp. Durant el darrer any de la guerra el nou Fregattenkapitän Suhren va ser nomenat Comandant el Cap dels U-Boots a les aigües de Noruega i, des del setembre de 1944, al Mar del Nord.
Els seus pares i la seva germana es van suïcidar el 1945, després de fracassar en el seu intent de fugida dels Sudets.

### Anècdotes
Després de tornar de la seva darrere i més llarga missió, quan l'"U-564" arribà al port de Brest, Suhren es va trobar amb el seu amic dient-li "Hein, Hein, sind die Nazis noch am Ruder?" (la traducció literal seria: "Hein, Hein, els Nazis encara estan al timó?"). La notícia corregué per tot el servei de submarins.

## Dates de promoció[1]
Offiziersanwärter: 5 d'abril de 1935
 Seekadett: 5 de setembre de 1935
 Fähnrich zur See: 1 de juliol de 1936
 Oberfähnrich zur See : 1 de gener de 1938
 Leutnant zur See: 1 d'abril de 1938
 Oberleutnant zur See: 1 d'octubre de 1939
 Kapitänleutnant: 1 de gener de 1942
 Kapitänleutnant: 1 de setembre de 1942
 Fregattenkapitän: 1 de juny de 1944

## Condecoracions
Creu de Cavaller de la Creu de Ferro amb Fulles de Roure i Espases
 Creu de Cavaller de la Creu de Ferro – 3 de novembre de 1940
 Fulles de Roure (56è) – 31 de desembre de 1941
 Espases (18è) – 1 de setembre de 1942
 Creu de Ferro de 1a Classe – 25 de febrer de 1940
 Creu de Ferro de 2a Classe – 25 de setembre de 1939
 Insígnia de Guerra dels Submarins – 21 de desembre de 1939
 Insígnia de Guerra dels Submarins amb Diamants – març de 1942
 Creu al Mèrit de Guerra de 2a classe amb espases: 30 de gener de 1944
 Medalla dels 4 anys de Servei a la Werhmacht